# Dalida
Dalida är artistnamnet för Iolanda Cristina Gigliotti, född 17 januari 1933 i Egypten, död 3 maj 1987 i Paris, Frankrike, som var en fransk sångerska och underhållare med italiensk bakgrund. Dalida sjöng och skådespelade på flera språk: franska, italienska, tyska, arabiska, spanska, hebreiska, holländska, engelska, japanska och grekiska. Några av hennes mest kända sånger är Paroles, Paroles, Gigi L'Amoroso (skriven av Georges Moustaki), Parle Plus Bas och Te Amo.
Hon fick 55 guldskivor och blev den första sångaren som uppnådde en diamantskiva. Hon tog sitt liv 1987 (självmord av en överdos barbiturater).

## Minnesplatser
Dalida är begraven på Montmartrekyrkogården i Paris. År 1997 döptes hörnet vid gatorna rue Girardon och rue Abreuvoir i stadsdelen Montmartre i Paris i hennes namn; Place Dalida. År 2001 hedrades hon i Frankrike med ett frimärke.

## Diskografi

### Album
- 1956 – Son nom est Dalida
- 1957 – Miguel
- 1958 – Gondolier
- 1958 – Les Gitans
- 1959 – Le disque d'or de Dalida
- 1959 – Love in Portofino (A San Cristina)
- 1960 – Les enfants du Pirée
- 1961 – Garde-moi moi la dernière danse
- 1961 – Loin de moi
- 1961 – Milord (Utgiven i Italien)
- 1961 – Rendez-vous mit Dalida (Utgiven i Tyskland)
- 1962 – Le petit Gonzalès
- 1963 – Eux
- 1964 – Amore Scusami (Amour excuse-moi)
- 1965 – Il Silenzio (Bonsoir mon amour)
- 1966 – Pensiamoci Ogni Sera (Utgiven i Italien)
- 1967 – Olympia 67
- 1967 – Piccolo Ragazzo (Utgiven i Italien)
- 1968 – Un po' d'amore (Utgiven i Italien)
- 1968 – Le temps des fleurs
- 1969 – Canta in Italiano (Utgiven i Italien)
- 1969 – Ma mère me disait
- 1969 – In Deutsch (Utgiven i Tyskland)
- 1970 – Ils ont changé ma chanson
- 1971 – Une vie
- 1972 – Olympia 71 (live)
- 1972 – Il faut du temps
- 1973 – Sings in Italian for You (Utgiven i Italien)
- 1973 – Julien
- 1974 – Olympia 74 (live)
- 1974 – Manuel
- 1975 – Sempre piu' (Utgiven i Italien)
- 1975 – J'attendrai
- 1976 – Coup de chapeau au passé
- 1976 – Die neuen lieder der Dalida (Utgiven i Tyskland)
- 1977 – Femme est la nuit
- 1977 – Olympia 77 (live)
- 1977 – Salma ya salama
- 1978 – Génération 78 / Voilà pourquoi je chante / Ça me fait rêver
- 1979 – Dédié à toi (Monday Tuesday)
- 1980 – Gigi in Paradisco
- 1980 – Le spectacle du Palais des Sports 1980 (live)
- 1981 – Olympia 81 (live)
- 1982 – Spécial Dalida
- 1982 – Mondialement vôtre
- 1983 – Les p'tits mots
- 1984 – Dali
- 1986 – Le visage de l'amour
- 1987 – La magie des mots (ej utgiven)
- 1987 – Tigani bi arab (Utgiven i Egypten)
- 1995 – Comme si j'étais là... (remixalbum)
- 1996 – À ma manière (remixalbum)
- 1997 – Olympia 1959 (live in edit)
- 1997 – L'an 2005 (remixalbum)
- 1998 – Le rêve oriental (remixalbum)
- 2001 – Révolution 5° du nom (remixalbum)